# Saint-Vivien-de-Blaye
Saint-Vivien-de-Blaye ist eine französische Gemeinde mit 359 Einwohnern (Stand: 1. Januar 2022) im Département Gironde in der Region Nouvelle-Aquitaine. Sie gehört zum Arrondissement Blaye und zum Kanton Le Nord-Gironde.

## Geografie
Die Gemeinde Saint-Vivien-de-Blaye liegt etwa 29 Kilometer nördlich von Bordeaux und 13 Kilometer südöstlich von Blaye. Im Osten bildet der Moron die Gemeindegrenze. Umgeben wird Saint-Vivien-de-Blaye von den Nachbargemeinden Saint-Christoly-de-Blaye im Norden, Civrac-de-Blaye im Osten, Pugnac im Süden sowie Teuillac im Südwesten und Westen. Unmittelbar östlich von Saint-Vivien-de-Blaye verläufr die Autoroute A10.

## Bevölkerungsentwicklung
| Jahr                       | 1962 | 1968 | 1975 | 1982 | 1990 | 1999 | 2007 | 2020 |
| Einwohner                  | 320  | 268  | 220  | 307  | 306  | 321  | 324  | 363  |
| Quellen: Cassini und INSEE |      |      |      |      |      |      |      |      |

## Sehenswürdigkeiten
- neoromanische Kirche Saint-Vivien
- Friedhofskreuz aus dem 16./17. Jahrhundert, Monument historique seit 1907

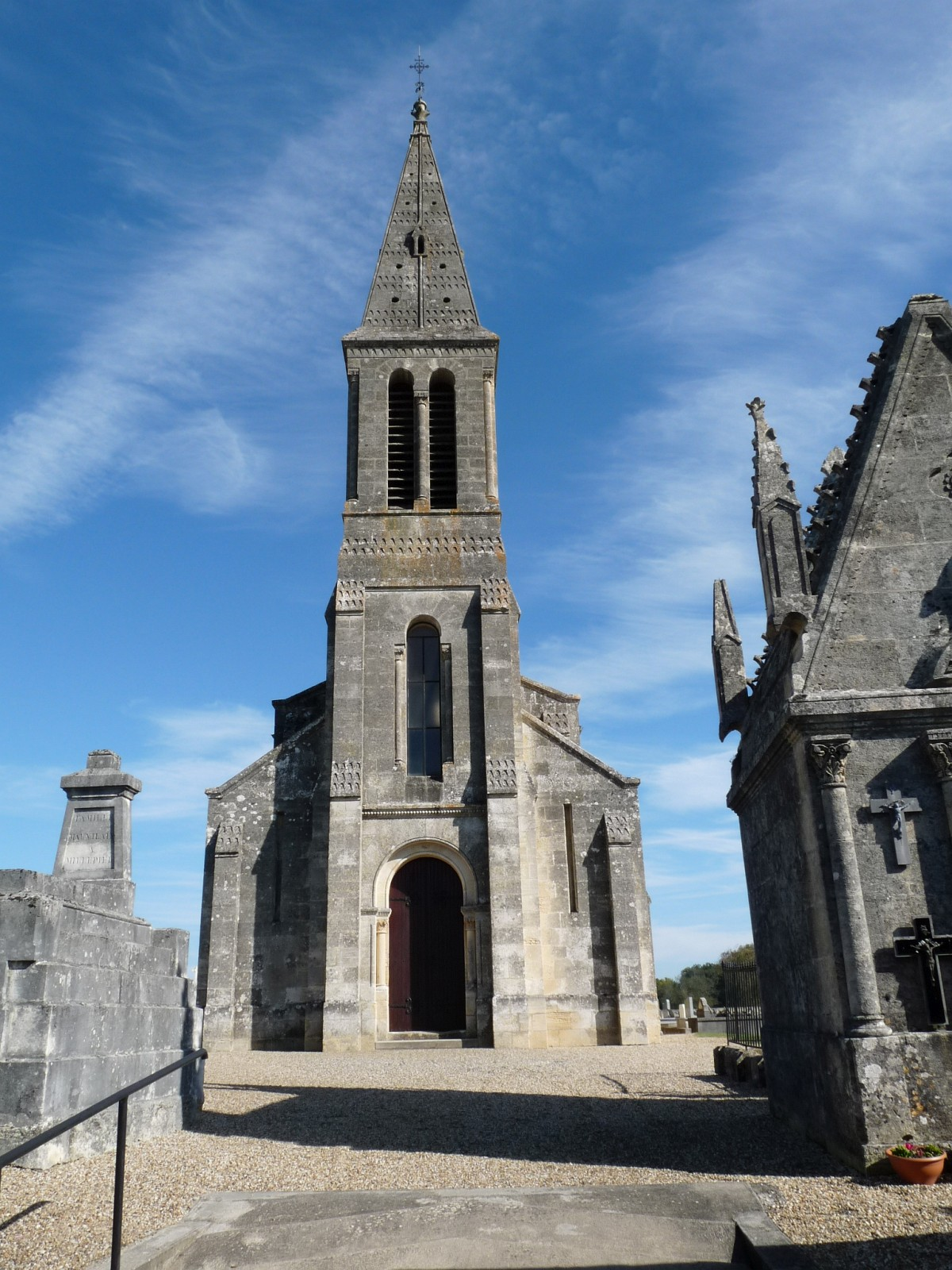
Kirche Saint-Vivien
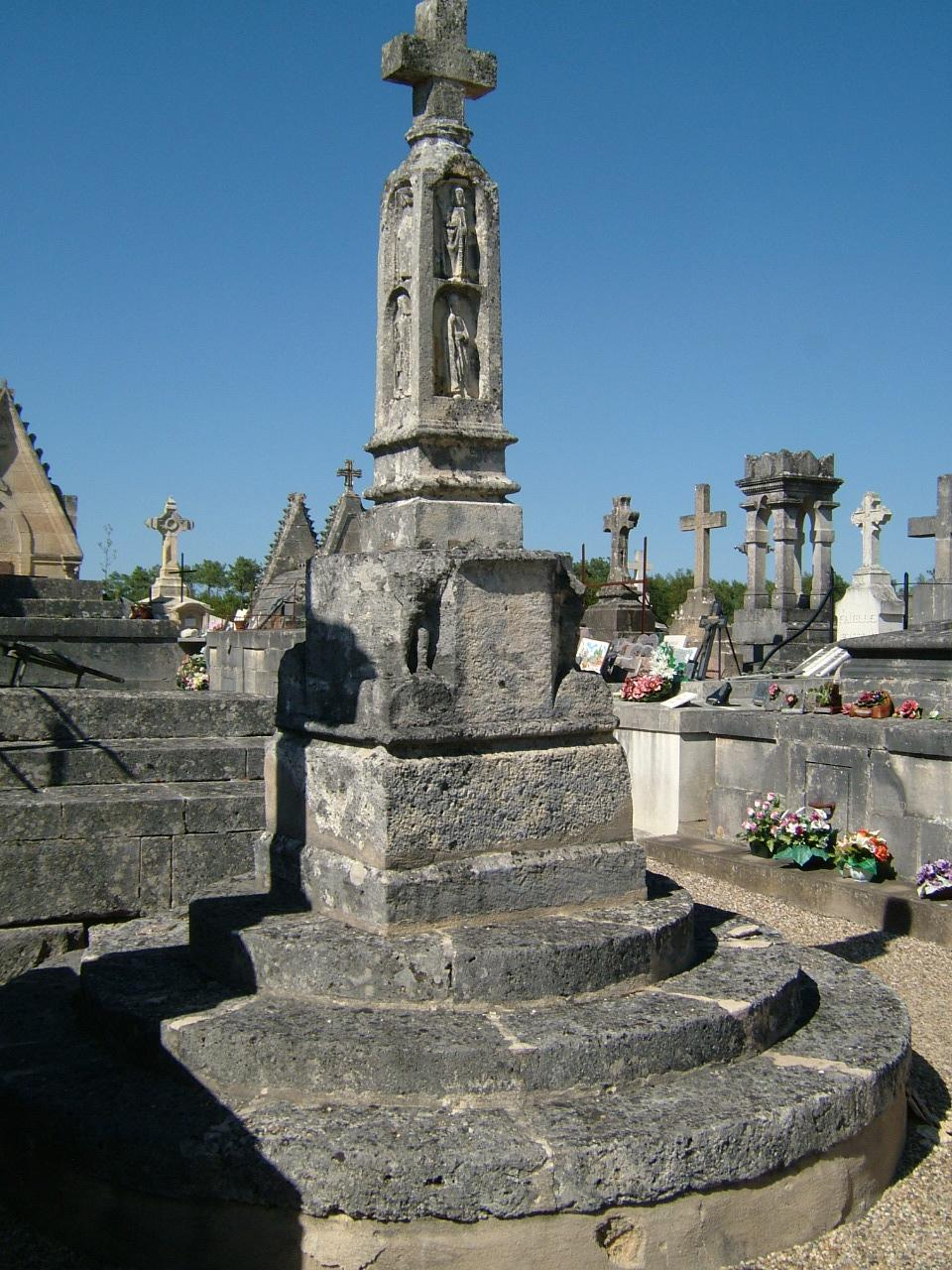
Friedhofskreuz
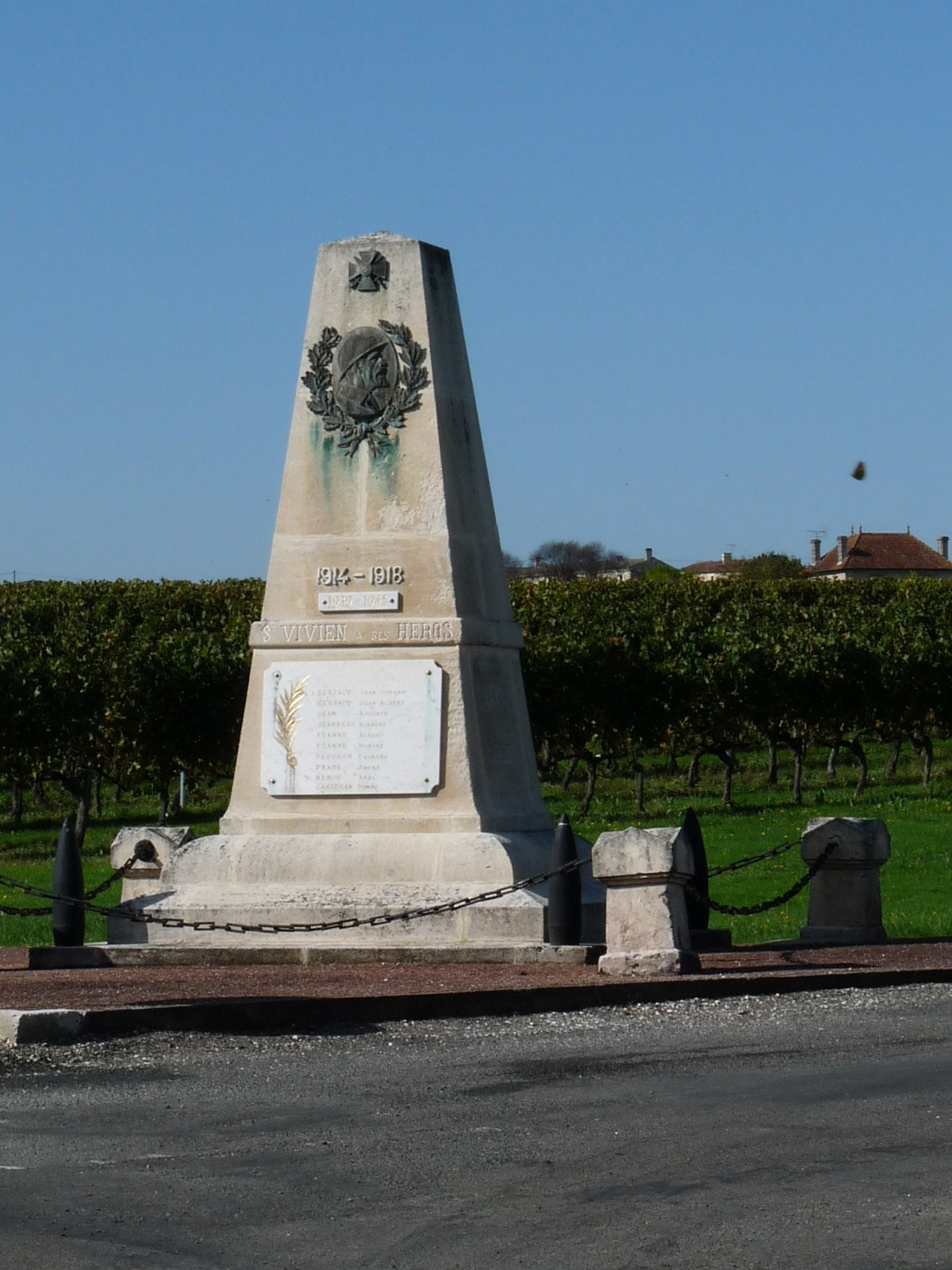
Gefallenendenkmal